# Rimantas Gučas
Rimantas Gučas (* 22. August 1942 in Kaunas, Litauen) ist ein litauischer Musikwissenschaftler und Orgelbauer.

## Leben
1965 schloss er ein Studium der Musikwissenschaften am Litauischen Konservatorium ab. Danach arbeitete er im Museum für Musik und Theater in Vilnius.
1972 gründete Rimantas Gučas eine Werkstatt zur Restaurierung von Orgeln im Auftrag der staatlichen Denkmalschutzbehörde. Unter seiner Leitung wurden zahlreiche historische Instrumente in Litauen restauriert, es entstanden auch einige neue.
Rimantas Gučas widmete sich intensiv der Erforschung der Orgelbaugeschichte des Landes und inventarisierte sämtliche Orgeln.

## Orgeln (Auswahl)
Orgelneubauten
Die Größe der Instrumente wird in der fünften Spalte durch die Anzahl der Manuale und die Anzahl der klingenden Register in der sechsten Spalte angezeigt. Ein großes „P“ steht für ein selbstständiges Pedal, ein kleines „p“ für ein angehängtes Pedal. Eine Kursivierung zeigt an, dass die betreffende Orgel nicht mehr erhalten ist.
| Jahr      | Ort     | Gebäude                        | Bild | Manuale | Register | Bemerkungen                                                                |
| --------- | ------- | ------------------------------ | ---- | ------- | -------- | -------------------------------------------------------------------------- |
| 1974      | Vilnius | St. Johanneskirche, Kapelle    |      | I/p     | 8        | in restauriertem Gehäuse von 1765/66, mit historischer Disposition, Opus 1 |
| 1975      | Vilnius | Universität, Aula              |      |         |          |                                                                            |
| 1983–2000 | Vilnius | St. Johanneskirche             |      | III/P   | 64       | größte Orgel Litauens, in historischem Gehäuse von 1778, Opus 13           |
| 1983      | Kaunas  | Kirche Mariä Himmelfahrt       |      |         |          |                                                                            |
| 1984      | Nida    | Lutherische Kirche             |      |         |          |                                                                            |
| 1990      | Kaunas  | Seminar, Dreifaltigkeitskirche |      |         |          |                                                                            |
| 1993      | Vilnius | Musikakademie                  |      |         |          |                                                                            |
| 1993      | Kernavė | Kirche                         |      |         |          |                                                                            |

Restaurierungen und weitere Arbeiten
- 1973–1983 Kaunas, Kathedrale
- 1983 Šešuoliai, St. Josephskirche
- 1983 Panevėžys, St.-Peter-und-Pauls-Kirche
- 1985 Peterhof bei Leningrad
- 1986 Adakavas, Kirche Johannes der Täufer, Instandsetzung eines Adam Gottlob Casparini zugeschriebenen Orgelpositivs (I, 7)[3]
- 1988 Kaunas, Lutherische Kirche
- 1988 Vilnius, Heilig-Kreuz-Kirche
- 1998 Moskau, Glinkamuseum
- 2003 Vanagai, Klaipėda, Kirche
- 2004 Kretinga, Kirche Mariä Himmelfahrt

## Publikationen
- Lietuvos vargonai: katalogas (Litauische Orgeln. Katalog), Vilnius 2009
- Die Orgelbautradition Königsberg-Litauen. In: Acta Organologica. Band 30. 2008. S. 35–66